# ケミカル51
『ケミカル51』（原題：The 51st State / Formula51）は、2001年制作のイギリス・カナダのクライム・コメディ映画。

## あらすじ
エルモはカリフォルニアの大学で薬理学を学び、薬剤師を目指す優秀な学生であったが、卒業式の日にマリファナ所持で逮捕されたことでその道を断たれてしまった。
エルモはロサンゼルスの麻薬組織の大物ザ・リザードの下でドラッグの精製をしていたが、ある日、ついに究極のドラッグ“POS51”の開発に成功する。だが、これを利用して足を洗おうと考えていたエルモはザ・リザードを裏切り、イギリスのリヴァプールの犯罪組織に“POS51”を売り込もうとリヴァプールに飛ぶ。
そこでエルモはフィーリクスという男と出会うが、彼は大のアメリカ人嫌いだった。当然、2人はお互いに反発し合うが、そこへザ・リザードの差し向けた凄腕の女殺し屋ダコタが現れ、2人を狙う。さらに、地元のギャングや警察も巻き込んで、究極のドラッグをめぐる大争奪戦が展開される。

## キャスト
- エルモ・マケルロイ：サミュエル・L・ジャクソン（吹替：大塚明夫）
- フィーリクス・デスーザ：ロバート・カーライル（吹替：平田広明）
- ダコタ・フィリップス：エミリー・モーティマー（吹替：深見梨加）
- イキ：リス・エヴァンス（吹替：原沢勝広）
- レオポルド・デュラント：リッキー・トムリンソン（吹替：麻生智久）
- ヴァージル・ケイン：ショーン・パートウィー（吹替：田中正彦）
- ザ・リザード：ミート・ローフ（吹替：室園丈裕）